# Matthew Briggs
Matthew Briggs (Wandsworth, 6 maart 1991) is een Engels-Guyaans voetballer die als verdediger speelt.

## Clubcarrière
Briggs komt uit de jeugd van Fulham FC, waarvoor hij op 13 mei 2007 debuteerde tegen Middlesbrough FC. Hij werd meermaals verhuurd en met Fulham degradeerde hij in het seizoen 2013/14. Hierna ging hij naar Millwall wat hem in 2015 verhuurde aan Colchester United. Die club nam hem medio 2015 over van Millwall.

## Interlandcarrière
Hij was Engels jeugdinternational en speelde op het Europees kampioenschap voetbal mannen onder 19 - 2009 waar Engeland tweede werd. Briggs debuteerde op 29 maart 2015 in het Guyaans voetbalelftal in een vriendschappelijke wedstrijd tegen Grenada. Hij nam deel aan de CONCACAF Gold Cup 2019.